# Kim Gallagher
Kimberly Ann »Kim« Gallagher, ameriška atletinja, * 11. junij 1964, Philadelphia, ZDA, † 18. november, 2002, Oreland, ZDA.
Nastopila je na poletnih olimpijskih igrah v letih 1984 in 1988, osvojila je srebrno in bronasto medaljo v teku na 800 m ter enajsto mesto v teku na 1500 m. Leta 1984 je v obeh disciplinah postala ameriška državna prvakinja.